# Eupithecia bonita
Eupithecia bonita là một loài bướm đêm trong họ Geometridae.